# Sumbersuko (Dringu)
Sumbersuko is een bestuurslaag in het regentschap Probolinggo van de provincie Oost-Java, Indonesië. Sumbersuko telt 2840 inwoners (volkstelling 2010).